# Педченко Руслан Володимирович
Руслан Володимирович Педченко (рос. Руслан Владимирович Педченко; нар. 13 вересня 1979, Ростов-на-Дону, РРФСР) — російський та український футболіст, нападник.

## Життєпис
Народився в місті Ростов-на-Дону, футболом розпочав займатися в місцевому Училищі олімпійського резерву. Потім переїхав до України, де під керівництвом Вадима Добіжі завершив навчання в луганському Училищі фізичної культури. Дорослу футбольну кар'єру розпочав 1996 року в складі аматорського колективу «Шахтар» (Красний Луч). Того ж року перейшов у «Зорю». Дебютував у футболці луганців 7 листопада 1996 року в програному (0:3) виїзному поєдинку 22-го туру Першої ліги України проти макіївського «Шахтаря». Руслан вийшов на поле на 79-ій хвилині, замінивши Ігора Шопіна. Проте за першу команду майже не грав, провів 3 матчі в Першій лізі України (в усіх випадках — виходив на поле з лави запасних). Для отримання ігрової практики в другій половині сезону 1996/97 років виступав за «Зорю-2» (Ювілейне) в чемпіонаті Луганської області (8 матчів, 3 голи).
У 1998 році повертається до Росії, де стає гравцем клубу аматорської першості країни «Витязь» (Кримськ). Наступного сезону в складі команди дебютував у Другій лізі Росії (15 матчів, 1 гол), ще 1 поєдинок проводить у кубку Росії. У 2000 році повертається до «Зорі», яка на той час вже опустилася до Другої ліги України. Дебютував за луганців після свого повернення 15 квітня 2000 року в нічийному (1:1) домашньому поєдинку 16-го туру групи «Б» Другої ліги України проти дніпропетровського «Дніпра-2». Педченко вийшов на поле в стартовому складі, а на 58-ій хвилині його замінив Сергій Козюберда. Дебютним голом за «Зорю» відзначився 3 червня 2000 року на 79-ій хвилині переможного (2:0) виїзного поєдинку 24-го туру групи «Б» Другої ліги проти кременчуцького «Кременя». Руслан вийшов на поле на 69-ій хвилині, замінивши Дмитра Мащенка. У команді виступав за 2000 по 2001 рік, за цей час у футболці луганського колективу зіграв 40 матчів (16 голів) у Другій лізі та 2 поєдинки у кубку України.
Після цього виїхав до Росії. Сезон 2002 року провів у «Волгодонську» з аматорського чемпіонату країни. Наступного року перебрався до СКА. Дебютував за ростовську команду 26 березня 2003 року в переможному (5:1) домашньому поєдинку 1-го туру зони «Південь» Першого дивізіону проти «Спартака-Кавказтрансгазу» (Ізобільний). Педченко вийшов на поле в стартовому складі, а на 63-ій хвилині його замінив Віктор Корбан. Дебютним голом за «армійців» відзначився 31 березня 2003 року на 40-ій хвилині переможного (1:0) виїзного поєдинку 2-го туру групи «Південь» Другого дивізіону Росії проти шахтинського «Шахтаря». Руслан вийшов на поле в стартовому складі, а на 85-ій хвилині його замінив Ерванд Сакоян. Загалом у складі ростовського СКА провів два сезони, за цей час у Другому дивізіоні зіграв 63 матчі (16 голів), ще 2 матчі зіграв у кубку Росії.
З 2005 по 2007 рік грав у чемпіонаті Ростовської області за «Мир-Донгазвидобування» (34 голи), «Прогрес» (Кам'янськ-Шахтинський) (4 голи) та «Будівельник-Міус» (Покровське) (9 голів). По ходу сезону 2007 рік перейшов у «Труд» (Воронеж) в аматорському чемпіонаті Росії. У 2008 році підсилив «Ніка» (Красний Сулин). У футболці нового клубу дебютував 12 квітня 2008 року в нічийному (0:0) домашнього поєдинку 1-го туру зони «Південь» проти «Краснодару». Педченко вийшов на поле в стартовому складі, а на 46-ій хвилині його замінив Роман Смольський. У квітні—травні 2008 році зіграв 3 матчі в Другому дивізіоні Росії. Футбольну кар'єру завершив 2010 року виступами за «Єгорлик» (Єгорликська) в першій лізі Ростовської області.  